# Польща на зимових Олімпійських іграх 1992
Польща на зимових Олімпійських іграх 1992 року, які проходили у французькому місті Альбервіль, була представлена 53 спортсменами (41 чоловіком та 12 жінками) у 9 видах спорту. Прапороносцем на церемоніях відкриття та закриття Олімпійських ігор був хокеїст Генрик Грут. Польські спортсмени не здобули жодної медалі.

## Біатлон
| Дисципліна                           | Спортсмен                                             | Час       | Промахів | Відкоректований час | Місце |
| ------------------------------------ | ----------------------------------------------------- | --------- | -------- | ------------------- | ----- |
| 10 км, спринт, чоловіки              | Ян Войтас                                             | 28:56.5   | 2        |                     | 56    |
| 10 км, спринт, чоловіки              | Кшиштоф Сосна                                         | 28:37.4   | 3        |                     | 46    |
| 10 км, спринт, чоловіки              | Ян Земянін                                            | 27:47.2   | 1        |                     | 29    |
| 10 км, спринт, чоловіки              | Збігнєв Філіп                                         | 27:23.7   | 1        |                     | 16    |
| 20 км, індивідуальна гонка, чоловіки | Збігнєв Філіп                                         | 59:40.9   | 7        | 1'06:40.9           | 72    |
| 20 км, індивідуальна гонка, чоловіки | Кшиштоф Сосна                                         | 57:24.1   | 7        | 1'04:24.1           | 60    |
| 20 км, індивідуальна гонка, чоловіки | Даріуш Козловський                                    | 1'00:17.2 | 4        | 1'04:17.2           | 58    |
| 20 км, індивідуальна гонка, чоловіки | Ян Земянін                                            | 57:44.7   | 4        | 1'01:44.7           | 32    |
| естафета, чоловіки                   | Даріуш Козловський Ян Земянін Ян Войтас Кшиштоф Сосна | 1'27:56.7 | 0        |                     | 9     |
| 7,5 км, спринт, жінки                | Христина Ліберда                                      | 29:39.9   | 7        |                     | 60    |
| 7,5 км, спринт, жінки                | Зофія Кєльпінська                                     | 28:39.7   | 4        |                     | 50    |
| 7,5 км, спринт, жінки                | Агата Сушка                                           | 28:23.6   | 3        |                     | 46    |
| 7,5 км, спринт, жінки                | Галина Пітонь                                         | 28:11.7   | 4        |                     | 40    |
| 15 км, індивідуальна гонка, жінки    | Зофія Кєльпінська                                     | 52:15.1   | 11       | 1'03:15.1           | 62    |
| 15 км, індивідуальна гонка, жінки    | Христина Ліберда                                      | 54:57.2   | 8        | 1'02:57.2           | 59    |
| 15 км, індивідуальна гонка, жінки    | Агата Сушка                                           | 53:30.2   | 6        | 59:30.2             | 46    |
| 15 км, індивідуальна гонка, жінки    | Галина Пітонь                                         | 52:07.2   | 4        | 56:07.2             | 20    |
| естафета, жінки                      | Агата Сушка Зофія Кєльпінська Галина Пітонь           | 1'24:07.5 | 4        |                     | 14    |

## Гірськолижний спорт
| Спортсмен          | Змагання                     | Фінал         | Фінал   | Фінал         | Фінал |
| Спортсмен          | Змагання                     | Спуск 1       | Спуск 2 | Разом         | Місце |
| ------------------ | ---------------------------- | ------------- | ------- | ------------- | ----- |
| Якуб Мальчевський  | гігантський слалом, чоловіки | 1:15.86       | 1:14.81 | 2:30.67       | 52    |
| Якуб Мальчевський  | супергігант, чоловіки        |               |         | не фінішував  | –     |
| Якуб Мальчевський  | слалом, чоловіки             | не фінішував  | –       | не фінішував  | –     |
| Марцин Шафранський | гігантський слалом, чоловіки | 1:15.06       | 1:12.34 | 2:27.40       | 46    |
| Марцин Шафранський | супергігант, чоловіки        |               |         | не фінішував  | –     |
| Марцин Шафранський | слалом, чоловіки             | не фінішував  | –       | не фінішував  | –     |
| Єва Загата         | гігантський слалом, жінки    | 1:14.56       | 1:14.86 | 2:29.42       | 29    |
| Єва Загата         | слалом, чоловіки             | не фінішувала | –       | не фінішувала | –     |

Комбінація, чоловіки
| Спортсмен          | Швидкісний спуск | Слалом | Слалом | Разом         | Разом |
| Спортсмен          | Час              | Час 1  | Час 2  | Загальний час | Місце |
| ------------------ | ---------------- | ------ | ------ | ------------- | ----- |
| Марцин Шафранський | 1:50.60          | 56.55  | 57.90  | 133.04        | 26    |

## Ковзанярський спорт
| Дисципліна        | Спортсмен        | Забіг    | Забіг |
| Дисципліна        | Спортсмен        | Час      | Місце |
| ----------------- | ---------------- | -------- | ----- |
| 500 м, чоловіки   | Павел Абраткевич | 38.74    | 31    |
| 1000 м, чоловіки  | Павел Ярошек     | 1:17.82  | 32    |
| 1000 м, чоловіки  | Павел Абраткевич | 1:17.40  | 28    |
| 1500 м, чоловіки  | Павел Ярошек     | 1:57.80  | 16    |
| 5000 м, чоловіки  | Яромир Радке     | 7:18.40  | 16    |
| 10000 м, чоловіки | Яромир Радке     | 14:42.60 | 14    |
| 1000 м, жінки     | Єва Василевська  | 1:24.28  | 18    |
| 1500 м, жінки     | Єва Василевська  | 2:09.64  | 14    |
| 3000 м, жінки     | Єва Василевська  | 4:44.56  | 24    |

## Лижні перегони
| Дисципліна                            | Спорстмени                                                                       | Дистанція     | Дистанція |
| Дисципліна                            | Спорстмени                                                                       | Час           | Місце     |
| ------------------------------------- | -------------------------------------------------------------------------------- | ------------- | --------- |
| 10 км, клас. стиль, чоловіки          | Веслав Цемпа                                                                     | 32:13.9       | 63        |
| 10 км, клас. стиль, чоловіки          | Анджей Пьотровський                                                              | 31:56.9       | 57        |
| 15 км, гонка переслідування, чоловіки | Веслав Цемпа                                                                     | 44:53.2       | 48        |
| 15 км, гонка переслідування, чоловіки | Анджей Пьотровський                                                              | 44:52.9       | 47        |
| 30 км, клас. стиль, чоловіки          | Анджей Пьотровський                                                              | 1'34:32.9     | 61        |
| 30 км, клас. стиль, чоловіки          | Веслав Цемпа                                                                     | 1'32:25.4     | 52        |
| 50 км, віл. стиль, чоловіки           | Анджей Пьотровський                                                              | 2'20:32.9     | 48        |
| 50 км, віл. стиль, чоловіки           | Веслав Цемпа                                                                     | 2'15:06.7     | 32        |
| 5 км, клас. стиль, жінки              | Галина Новак-Гунька                                                              | 16:56.1       | 55        |
| 5 км, клас. стиль, жінки              | Малгожата Рухала                                                                 | 15:57.9       | 40        |
| 5 км, клас. стиль, жінки              | Бернадетта Боцек-Пьотровська                                                     | 15:47.4       | 36        |
| 5 км, клас. стиль, жінки              | Дорота Квасьни                                                                   | 15:16.5       | 24        |
| 10 км, гонка переслідування, жінки    | Галина Новак-Гунька                                                              | 31:18.4       | 44        |
| 10 км, гонка переслідування, жінки    | Бернадетта Боцек-Пьотровська                                                     | 29:14.3       | 27        |
| 10 км, гонка переслідування, жінки    | Дорота Квасьни                                                                   | 28:54.7       | 21        |
| 15 км, віл. стиль, жінки              | Катажина Попелюх                                                                 | 48:45.3       | 38        |
| 15 км, віл. стиль, жінки              | Дорота Квасьни                                                                   | 47:44.4       | 35        |
| 15 км, віл. стиль, жінки              | Малгожата Рухала                                                                 | 47:36.3       | 34        |
| 15 км, віл. стиль, жінки              | Бернадетта Боцек-Пьотровська                                                     | 46:18.6       | 24        |
| 30 км, індивідуальна гонка, жінки     | Катажина Попелюх                                                                 | не фінішувала | –         |
| 30 км, індивідуальна гонка, жінки     | Галина Новак-Гунька                                                              | 1'31:56.2     | 25        |
| 30 км, індивідуальна гонка, жінки     | Малгожата Рухала                                                                 | 1'31:47.6     | 24        |
| 30 км, індивідуальна гонка, жінки     | Бернадетта Боцек-Пьотровська                                                     | 1'31:44.3     | 23        |
| 4 × 5 км, естафета, жінки             | Малгожата Рухала Дорота Квасьни Бернадетта Боцек-Пьотровська Галина Новак-Гунька | 1'03:23.0     | 10        |

## Лижне двоборство
| Спортсмен            | Змагання                                 | Стрибок з трампліну | Стрибок з трампліну | Лижна гонка | Лижна гонка | Лижна гонка | Лижна гонка |
| Спортсмен            | Змагання                                 | Бали                | Місце               | Відставання | Час         | Місце       |             |
| -------------------- | ---------------------------------------- | ------------------- | ------------------- | ----------- | ----------- | ----------- | ----------- |
| Станіслав Уступський | індивідуальний нормальний трамплін/15 км | 202.6               | 18                  | +2:52.7     | 46:56.2     | 8           |             |
| Стефан Габас         | індивідуальний нормальний трамплін/15 км | 191.8               | 33                  | +4:04.7     | 50:18.1     | 25          |             |

## Санний спорт
| Спортсмени                    | Дисципліни | Спуск 1 | Спуск 1 | Спуск 2  | Спуск 2 | Разом    | Разом |
| Спортсмени                    | Дисципліни | Час     | Місце   | Час      | Місце   | Час      | Місце |
| ----------------------------- | ---------- | ------- | ------- | -------- | ------- | -------- | ----- |
| Лешек Шарейко Адріан Пжехевка | Двійки     | 47.127  | 15      | 1:07.927 | 20      | 1:55.054 | 20    |

## Стрибки з трапліна
| Спортсмен           | Дисципліна       | Стрибок 1 | Стрибок 1 | Стрибок 2 | Стрибок 2 | Разом | Разом |
| Спортсмен           | Дисципліна       | Відстань  | Бали      | Відстань  | Бали      | Бали  | Місце |
| ------------------- | ---------------- | --------- | --------- | --------- | --------- | ----- | ----- |
| Збігнєв Клімовський | великий трамплін | 87.5      | 55.0      | 91.0      | 62.9      | 117.9 | 49    |

## Фігурне катання
| Спортсмени          | Дисципліна       | CD  | CD  | SP/OD | FS/FD | Разом | Разом |
| Спортсмени          | Дисципліна       | 1   | 2   | SP/OD | FS/FD | Бали  | Місце |
| ------------------- | ---------------- | --- | --- | ----- | ----- | ----- | ----- |
| Гжегож Філіповський | Чоловіче катання | n/a | n/a | 13    | 10    | 13,5  | 11    |
| Зузанна Швед        | Жіноче катання   | n/a | n/a | 23    | 19    | 30,5  | 19    |

Key: CD = Compulsory Dance, FD = Free Dance, FS = Free Skate, OD = Original Dance, SP = Short Program

## Хокей
Склад команди
- Головний тренер: Лешек Лейчик

- Габріель Самолей
- Марек Баткевич
- Маріуш Кєца
- Казімеж Юрек
- Генрик Грут
- Рафал Срока
- Роберт Шопінський
- Даріуш Гарбоч
- Марек Холєва
- Єржи Собера
- Анджей Кадзьолка
- Кшиштоф Кузнєцов
- Анджей Свістак
- Маріуш Пузіо
- Януш Райнос
- Мирослав Томасик
- Вальдемар Клісяк
- Даріуш Платек
- Януш Адамець
- Кшиштоф Буяр
- Маріуш Черкавський
- Войцех Ткач
- Славомир Велох

### Група A
Дванадцять команд були поміщені у дві групи. Найкращі чотири команди з кожної групи вийшли у фінальний раунд, а останні дві команди змагалися у втішному раунді за 9-12 місце.
|  | Команди, що пройшли у фінальний раунд             |
|  | Команди, що продовжили змагання у втішному раунді |

| Team      | GP | W | L | T | GF | GA | DIF | PTS |
| --------- | -- | - | - | - | -- | -- | --- | --- |
| США       | 5  | 4 | 0 | 1 | 18 | 7  | 11  | 9   |
| Швеція    | 5  | 3 | 0 | 2 | 22 | 11 | 11  | 8   |
| Фінляндія | 5  | 3 | 1 | 1 | 22 | 11 | 11  | 7   |
| Німеччина | 5  | 2 | 3 | 0 | 11 | 12 | -1  | 4   |
| Італія    | 5  | 1 | 4 | 0 | 18 | 24 | -6  | 2   |
| Польща    | 5  | 0 | 5 | 0 | 4  | 30 | -26 | 0   |

| Швеція    | 7:2 | Польща |
| Фінляндія | 9:1 | Польща |
| Італія    | 7:1 | Польща |
| США       | 3:0 | Польща |
| Німеччина | 4:0 | Польща |

### Втішний раунд
Матч за 9-12 місця
| Швейцарія | 7:2 | Польща |

Матч за 11 місце
| Польща 11th | 4:1 | Італія |